# Kaple Kalvárie (Jáchymov)
Kaple Kalvárie je výklenková kaple ve zdi jáchymovského městského hřbitova u kostela Všech Svatých, jihovýchodně od centra města. Nachází se v okrese Karlovy Vary.

## Historie

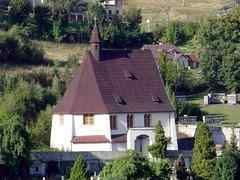
Kaple Kalvárie před kostelem Všech Svatých

Uvnitř původně stávalo kamenné sousoší Kalvárie s Pannou Marií, sv. Janem Evangelistou a velkým krucifixem uprostřed, z dílny drážďanského sochaře Christopha Waltera z roku 1544. Pod hlavním výklenkem byl umístěn nízký výklenek Božího hrobu. V 19. století byl nainstalován plechový krucifix, protože u původního hrozilo sesutí pro vady v kameni.

## Současnost
Pro neúdržbu a zatékání vody do zdiva došlo v zimě 2016/2017 k částečné destrukci a kaple je provizorně podepřena trámy. Do její blízkosti je zakázán vstup.
Dnes jsou sochy umístěny v interiéru kostela Všech svatých v Jáchymově. Kaple Kalvárie je spolu s kostelem chráněna jako nemovitá Kulturní památka České republiky.